# SN 393
SN 393是中国在393年发现并记载的一颗超新星的现代编号。它位于天蝎座，是一颗位于银河系内的超新星。

## 记载
中国对SN 393的记载出现在《宋书·卷二十五》：
太元十八年春二月客星在尾中，至九月乃灭。
太元是指东晋孝武帝司马曜的第二个年号，太元十八年即是公元393年。这一年的农历二月是2月27日至3月28日，九月是10月22日至11月19日。尾是指二十八宿中东方青龙的尾宿，即现代星座系统中天蝎座的尾巴，由天蝎座ε、μ、ζ、η、θ、ι、κ、λ和ν九颗星组成。这颗客星的最亮视星等达到-1等，连续约八个月都可以在晚上看到，之后消失。如此长的持续时间也显示这其实就是一颗超新星。

## 超新星遗迹
超新星爆发时喷出大量物质，清除了其周边的星际物质，创造了一个不断扩大的由气体和等离子组成的超新星遗迹，SN 393也不例外。在1975年，在SN 393所在的尾宿天域总共可以找到七个超新星遗迹。根据SN 393爆发时的最亮视星等，天文学家估计它距离地球约为10000秒差距（33000光年）。在上述的七个超新星遗迹中，有三个符合这个距离限制。在这三个超新星遗迹中，G350.0-1.8的年龄约为8000年，和SN 393爆发的时间不符合。而另外两个超新星遗迹G348.5+0.1和G348.7+0.3，距离都在10000秒差距，年龄约为1500年，和SN 393爆发的时间符合。但是由于这颗超新星发生在银河平面，它和地球之间存在很多星际尘埃，很难解释它位于10000秒差距这么远的距离还可以被古代中国人用肉眼观测了八个月。
1996年，伦琴卫星（ROSAT）巡天观测在这个天域发现了一个新的超新星遗迹：RX J1713.7-3946。两年后，有人提出这个可能就是SN 393爆发后的超新星遗迹。在1999年的观测表明，RX J1713.7-3946和距离地球6000秒差距（20000光年）的H II区G347.611 +0.204有关联。然而在2003年，一项研究表明，RX J1713.7-3946和一个距离地球1000秒差距（3000光年）的分子云之间有相互作用。2004年，通过X射线观测和对遗迹与地球之间的物质吸收中性氢情况的研究，增强了03年的结论。RX J1713.7-3946在天球投影的角直径有70角分，因此它的直径约为20秒差距（65光年）。
RX J1713.7-3946是一颗质量至少为15个太阳质量的恒星发生II型或Ib型超新星爆发而留下的超新星遗迹。爆炸产生的能量约为1.3×1051尔格，喷射出三个太阳质量的物质进入周围的星际介质中。